# Die Gouvernante (Redgrave)
Das Ölgemälde Die Gouvernante (im Original The Governess) gehört gemeinsam mit dem Gemälde Die Näherin (The Sempstress) zu den bekanntesten Gemälden des britischen Malers Richard Redgrave. Redgrave sah es als Pflicht eines Künstlers, sich auch mit den sozialen Problemen seiner jeweiligen Zeit auseinanderzusetzen. Mit der Darstellung einer Gouvernante griff er die um 1840 einsetzende öffentliche Diskussion um die eingeschränkten Erwerbsmöglichkeiten vermögensloser Frauen des Bildungsbürgertums auf. Das Gemälde hat sich zu der am häufigsten verwendeten bildlichen Darstellung des sogenannten Gouvernantenelends entwickelt. Entsprechend wurde es für Titelbilder von Ausgaben des zum Genre des Gouvernantenromans zählenden Romans Agnes Grey von Anne Brontë verwendet.

## Bildinhalt
Das Gemälde zeigt im Vordergrund eine junge Frau. Ihre schlichte Kleidung, ihre strenge Frisur und ihre Positionierung zwischen Klavier und Schreibtisch weisen darauf hin, dass es sich bei ihr um eine Gouvernante handelt. Mehrere Details des Gemäldes unterstreichen seine gedrückte, fast trauernde Stimmung. Der Blick der Gouvernante ist gesenkt. Bei ihrer schwarzen Kleidung kann es sich um Trauerkleidung handeln, allerdings weist der weiße Kragen darauf hin, dass sie bestenfalls in Halbtrauer ist. Hätte sie ein nahes Familienmitglied kürzlich verloren, würde sie vollständig in schwarz gekleidet sein. Es ist daher möglich, dass die schwarze Kleidung primär ihren untergeordneten sozialen Status innerhalb des Haushalts ihres Arbeitgebers ausdrückt. In ihrer rechten Hand hält sie jedoch einen schwarz umrahmten Brief, der mit den Worten „My dear Child“ beginnt. Die Noten auf dem Klavier tragen die Überschrift „Home, Sweet Home“. Die Stimmung eines schmerzlichen Verlustes, die das Gemälde ausdrückt, kann sich daher auch darauf beziehen, dass sich die junge Frau von ihrer Familie trennen musste, um nun einer bezahlten Erwerbstätigkeit nachzugehen.
Im Hintergrund des Gemäldes sind drei junge Frauen oder Mädchen zu sehen, die helle, vornehme Kleidung tragen. Zwei spielen miteinander außerhalb des Raumes auf einer Terrasse. Die dritte sitzt an der geöffneten Terrassentür, hält ein aufgeschlagenes Buch auf ihrem Schoss und schaut den anderen zwei Mädchen zu. Es ist nicht sicher, ob Richard Redgrave mit der Ernsthaftigkeit, mit der er dieses Mädchen abbildete, ausdrücken wollte, dass sie ebenfalls eines Tages auf den marginalisierten Beruf der Gouvernante zurückgreifen müsse. Tatsächlich weiß man, dass das Mädchen, das wahrscheinlich das Modell für die dargestellte Person war, später in diesem Beruf arbeitete.

## Entstehungsgeschichte
Richard Redgrave hatte 1843 ein Gemälde mit dem Titel „The Poor Teacher“ ausgestellt, das in der Öffentlichkeit wegen seiner realistischen Darstellung des Gouvernantenelends gelobt wurde. Das Original ist verloren gegangen, aber zeitgenössische Darstellungen zeigen eine dunkel gekleidete Frau, die allein an einem Tisch sitzt. Auf dem Tisch stehen die Überreste eines spärlichen Mahls und neben dem Teller liegt ein Papierhaufen, bei dem es sich um noch zu korrigierende Hausaufgaben handeln könnte. 1844 wurde Redgrave dann durch seinen Förderer John Sheepshanks damit beauftragt, eine weitere Version dieses Gemäldes zu malen. Diese zweite Version ist die hier diskutierte.

## Sozialer Hintergrund
Für Frauen der gebildeten Mittelschicht war die Tätigkeit einer Gouvernante über zwei Jahrhunderte eine der wenigen Möglichkeiten, einen standesgemäßen Beruf auszuüben. Er wurde fast ausschließlich von Frauen ergriffen, die an einem bestimmten Punkt ihrer Biografie keinen Vater, Ehemann oder Bruder besaßen, der für ihren Lebensunterhalt aufkam oder aufkommen konnte und die daher für sich selbst sorgen mussten oder wollten. In Großbritannien sahen sich um die Mitte des 19. Jahrhunderts so viele Frauen gezwungen, auf diese Weise ihren Broterwerb zu verdienen, dass man vom „Gouvernantenelend“ sprach. Darunter verstand man materielle Notlage, Kränkung des Selbstwertgefühls durch das geringe Ansehen dieses Berufes, Missachtung ihrer individuellen Bedürfnisse und der Kampf um einen standesgemäßen Beruf auf einem Arbeitsmarkt, der Frauen im Vergleich zu Männern nur sehr begrenzte Möglichkeiten bot. Entsprechend breiten Raum nimmt die Gouvernante in der englischen Literatur dieser Zeit ein. In anderen europäischen Ländern bedingten andere gesellschaftliche Verhältnisse und unterschiedliche Formen der Kindererziehung, dass sich der Beruf der Gouvernante nicht zu einem vergleichsweise starken Symbol spezifischer weiblicher Benachteiligung entwickelte.
Die ökonomischen Probleme vermögensloser Frauen, die dem höheren Bürgertum zuzurechnen waren, waren in Großbritannien besonders ausgeprägt. Hier überstieg nach 1830 die Zahl der Frauen, die als Gouvernante arbeiteten wollten oder mussten, bei weitem die verfügbaren Stellen. Dieses Überangebot war einerseits Resultat einer Reihe wirtschaftlicher Krisen, in der das Vermögen vieler Familien schwand. Es lag andererseits aber auch an einem Ungleichgewicht zwischen heiratsfähigen und -willigen Männern und Frauen.
Bei einer Volkszählung im Jahre 1851 bezeichneten sich 25.000 britische Frauen als Gouvernante, während 750.000 Frauen als Dienstboten arbeiteten. Die Zahl der Gouvernanten entsprach zwei Prozent aller unverheirateten Frauen in einem Alter zwischen 20 und 40 Jahren. Da unverheiratete Frauen der Arbeiterschicht entweder in Fabriken oder als Dienstboten arbeiteten, ist die Zahl von zwei Prozent hoch und lässt darauf schließen, dass nahezu jede Frau der Mittelschicht, die ohne anderes Einkommen war, diesen Beruf ergreifen musste. Während jedoch die Erwerbssituation von Frauen der Unterschicht zu dieser Zeit kein öffentlicher Diskussionspunkt war, erregten die Probleme dieser im Vergleich dazu kleinen Gruppe das besondere Interesse und Mitgefühl des bürgerlichen Publikums. Sir George Stephen schreibt 1844 in einem Handbuch für Gouvernanten:
Wir müssen zugeben, dass beim […] Beschreiben des Amtes der Gouvernante sich unser Herz ein wenig zusammenkrampft, wie wir es bei keiner anderen Aufgabe aktiver Lebensführung erlebt haben. In jeder anderen Beschäftigung findet man die Ermutigung der Hoffnung […]. Der Dienstbote kann Dienstherr werden, der Arbeiter kann zum Arbeitgeber aufsteigen […]. Die Gouvernante und die Gouvernante allein, obwohl doch ein Mitglied der freien Berufen, ist ohne Hoffnung und Erwartungen.
Richard Redgrave hatte selbst zwei Schwestern, die als Gouvernanten arbeiteten. Er war dadurch mit der Situation der Frauen, die diesem Beruf nachgingen, persönlich vertraut.

## Vergleichbare Darstellungen des Gouvernantenberufs
Die besondere Problematik, der sich junge Frauen des Bürgertums ausgesetzt waren, die sich plötzlich gezwungen sahen, eine Erwerbstätigkeit als Gouvernante aufzunehmen, ist wiederholt in Gemälden dargestellt worden.

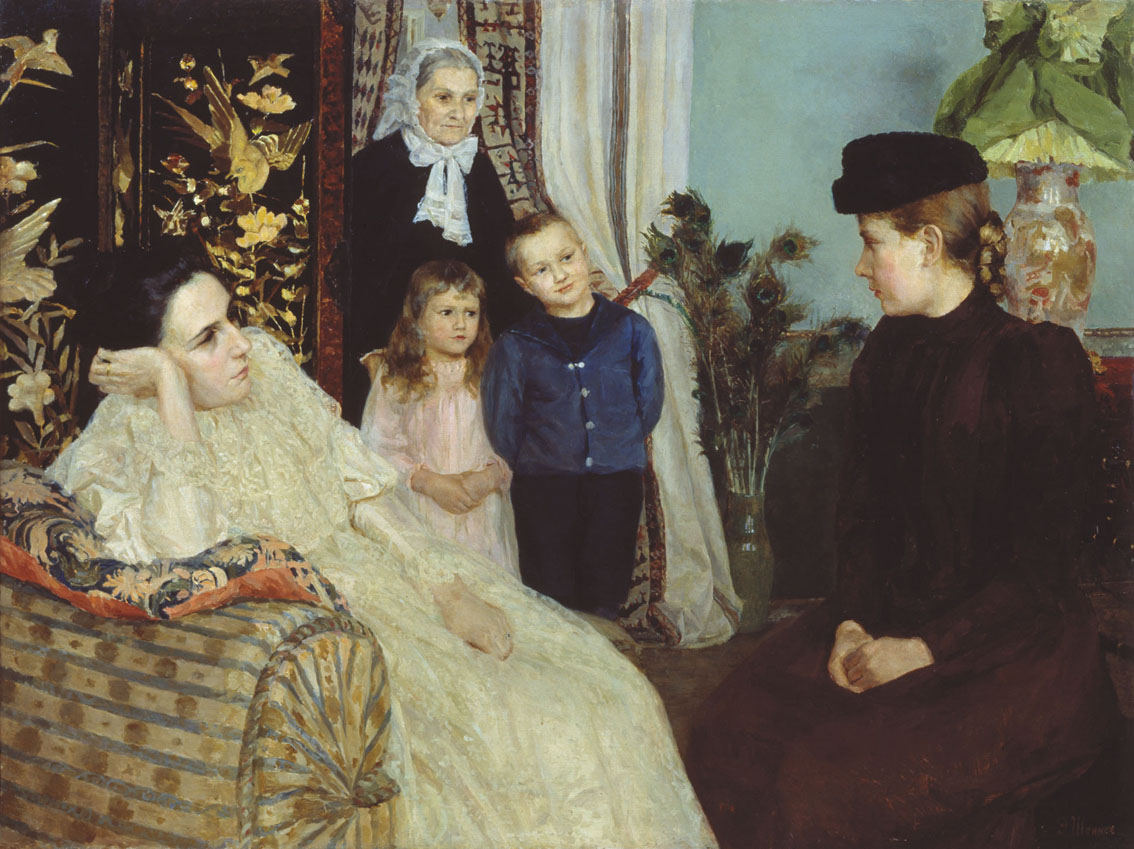
Emily Shanks: Beim Einstellen einer Gouvernante
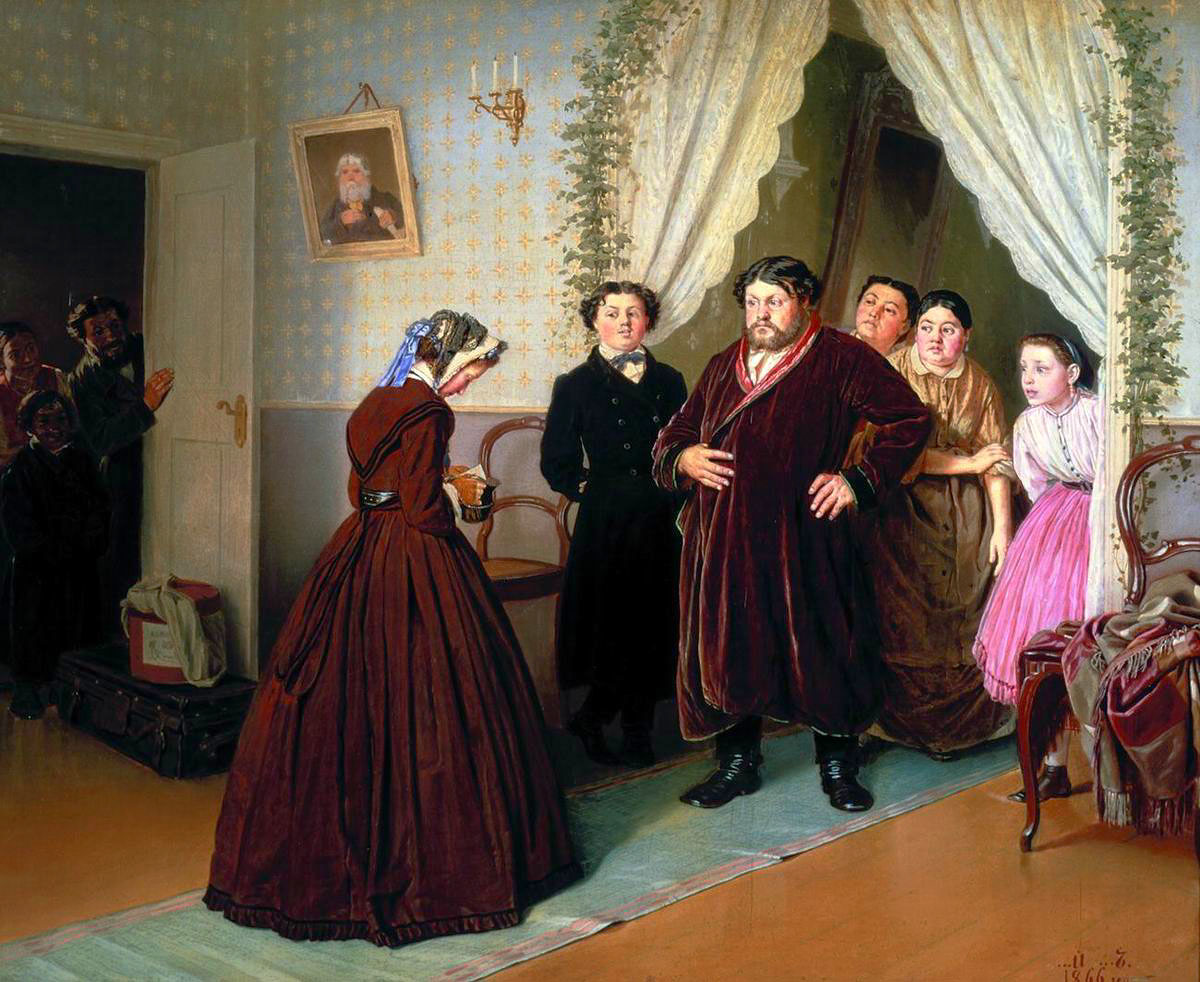
Wassilij Grigorjewitsch Perow: Ankunft der Gouvernante in einer Kaufmannsfamilie
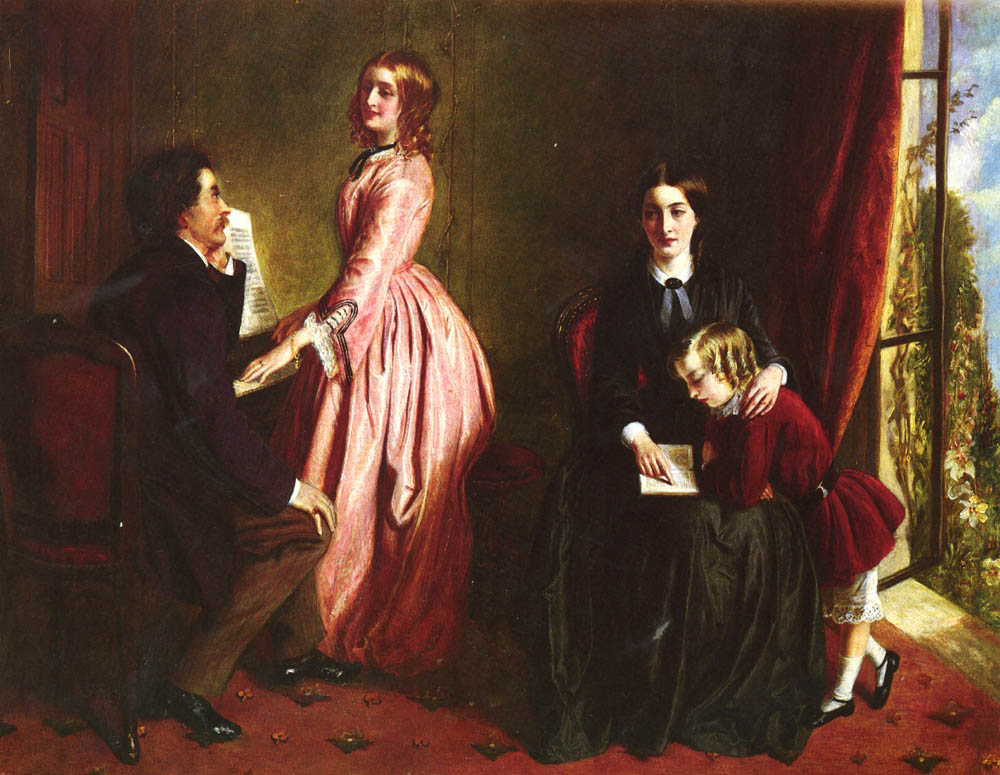
Rebecca Solomon: The Governess
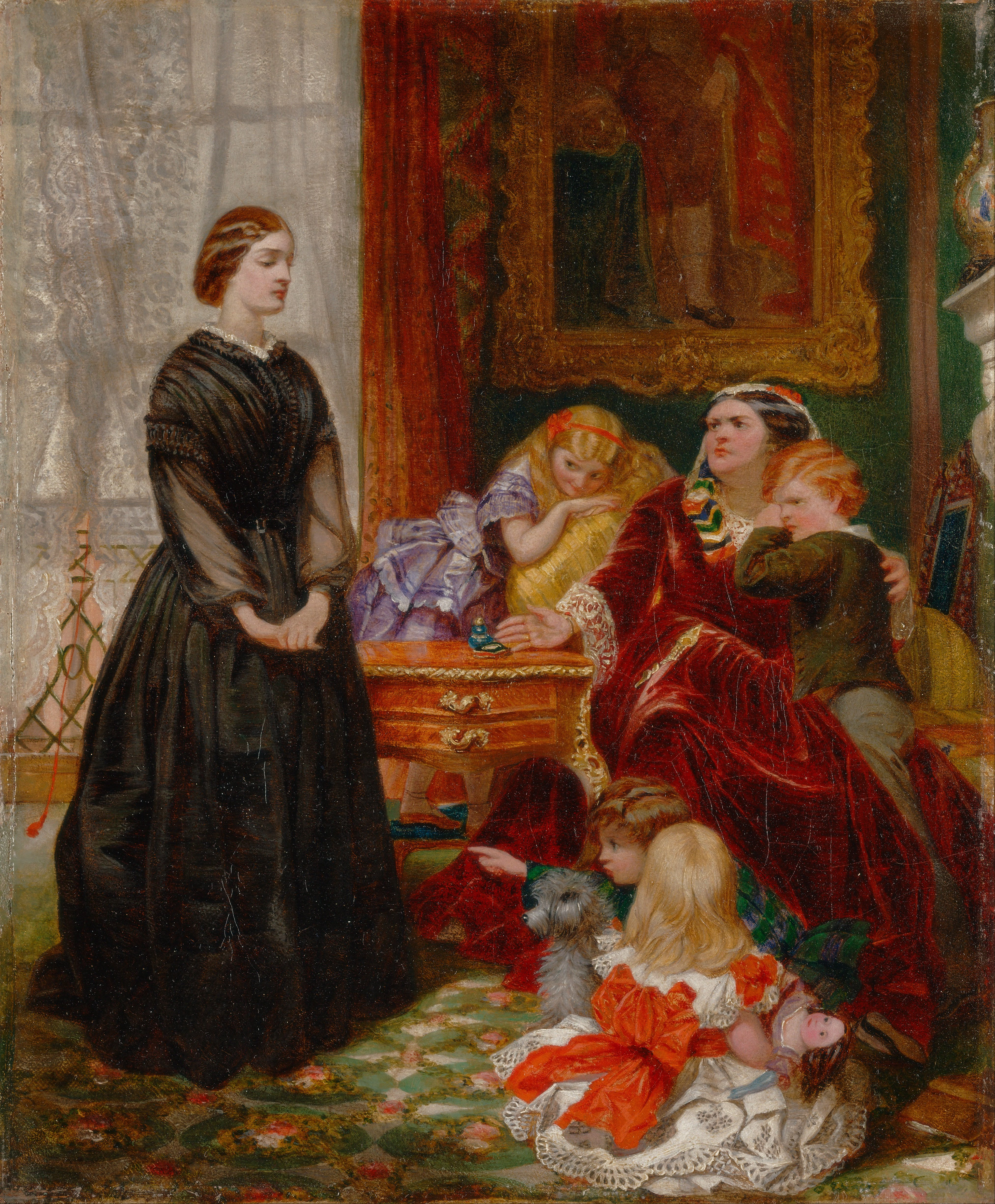
Emily Mary Osborn: The Governess

## Einzelbelege
1. ↑  Lecaros: The Victorian Governess Novel. 2001, S. 44.
2. ↑  Lecaros: The Victorian Governess Novel. 2001, S. 45.
3. ↑  Lecaros: The Victorian Governess Novel. 2001, S. 44.
4. ↑  Irene Hardach-Pinke: Die Gouvernante: Geschichte eines Frauenberufs. Campus-Verlag, Frankfurt am Main u. a. 1993, S. 15.
5. ↑  Lecaros: The Victorian Governess Novel. 2001, S. 20.
6. 1 2  Ruth Brandon: Other People’s Daughters – The Life and Times of the Governess. Phoenix, London 2008, ISBN 978-0-7538-2576-1, S. 1.
7. ↑  Irene Hardach-Pinke: Die Gouvernante: Geschichte eines Frauenberufs. Campus-Verlag, Frankfurt am Main u. a. 1993, S. 16.
8. ↑  Zitiert nach Ruth Brandon: Other People’s Daughters – The Life and Times of the Governess. S. 5. Im Original lautet das Zitat We must acknowledge that in […] describing the office of governess we have had a sickening feeling at heart, such as we have not experienced in tracing any other department of active life. In every other human pursuit there may be found the encouragement of expectation… The servant may become master, the labourer may rise into an employer… but the governess, and the governess alone, though strictly a member of a liberal profession, has neither hope nor prospect open in this world.
9. ↑  Lecaros: The Victorian Governess Novel. 2001, S. 44.